# Solanum latiflorum
Solanum latiflorum är en potatisväxtart som beskrevs av Lynn Bohs. Solanum latiflorum ingår i släktet skattor som ingår i familjen potatisväxter. IUCN kategoriserar arten globalt som nära hotad. Inga underarter finns listade i Catalogue of Life.